# Come Tomorrow (песня Барбры Стрейзанд и Барри Гибба)
«Come Tomorrow» (с англ. — «Придёшь завтра») — песня, записанная американскими исполнителями Барброй Стрейзанд и Барри Гиббом в 2005 году. Песня была написана Ашли Гиббом, Барри Гиббом и Стивеном Гиббом, продюсерами выступили Барри Гибб и Джон Мерчент. На бэк-вокале можно услышать голоса певиц Бет Коэн и Лизы Ричардс.
Как третий сингл с тридцать первого студийного альбома Guilty Pleasures песня была выпущена 19 декабря 2005 года. Песня поднялась до  57 строчки чарта Шотландии и 95 строчки чарта Великобритании.

## Список композиций
| №  | Название                                         | Длительность |
| -- | ------------------------------------------------ | ------------ |
| 1. | «Come Tomorrow»                                  | 5:01         |
| 2. | «Night of My Life» (Love to Infinity Master Mix) | 6:43         |

## Чарты
| Чарт (2005)                        | Пиковая позиция |
| ---------------------------------- | --------------- |
| Шотландия (Scottish Singles Chart) | 57              |
| Великобритания (UK Singles Chart)  | 95              |